# It Bites
It Bites, brittiskt band som spelar progressiv pop/rock. De bildades 1982 av John Beck, Bob Dalton, Francis Dunnery och Dick Nolan. Bandet splittrades 1990, men återförenades 2006. 
I det nya It Bites har Francis Dunnery ersatts av John Mitchell, tidigare sångare i gruppen Kino.

## Medlemmar
Nuvarande medlemmar
- Bob Dalton – trummor, bakgrundssång (1982–1983, 1984–1990, 2006–)
- John Beck – keyboard, gitarr, bakgrundssång (1982–1983, 1984–1990, 2006–)
- John Mitchell – sång, gitarr (2006–)
- Lee Pomeroy – basgitarr, bakgrundssång (2008–)

Turnerande medlemmar
- Nathan King – basgitarr, bakgrundssång (2008–)

Tidigare medlemmar
- Francis Dunnery – sång, gitarr (1982–1983, 1984–1990)
- Dick Nolan – basgitarr, bakgrundssång (1982–1983, 1984–1990, 2006–2008)
- Howard "H" Smith – saxofon (1982–1983)
- Lee Knott – sång (1990)

## Diskografi
Album
- The Big Lad in the Windmill (1986)
- Once Around the World (1988)
- Eat Me In St Louis (1989)
- Thank You and Goodnight (1991) (live)
- The It Bites Album (1990) (utgivet i Japan)
- Calling all the Heroes (2003) (samlingsalbum)
- Live in Montreux (2003) (live)
- When The Lights Go Down (2007) (live)
- The Tall Ships (2008)
- Map of the Past (2012)

Singlar
- "All in Red" (mars 1986)
- "Whole New World" (september 1986)
- "Calling all the Heroes" (juni 1986)
- "Old Man and The Angel" (maj 1987)
- "Kiss Like Judas" (februari 1988)
- "Midnight" (april 1989)
- "Still Too Young to Remember" (april 1989) (remix utgiven februari 1990)
- "Sister Sarah" (juli 1989)
- "Underneath Your Pillow" (oktober 1989) (återutgiven april 1990)

## Influenser
It Bites har bland annat influerats av Steely Dan, Yes, Genesis och Weather Report.